# Наїрі Зарян

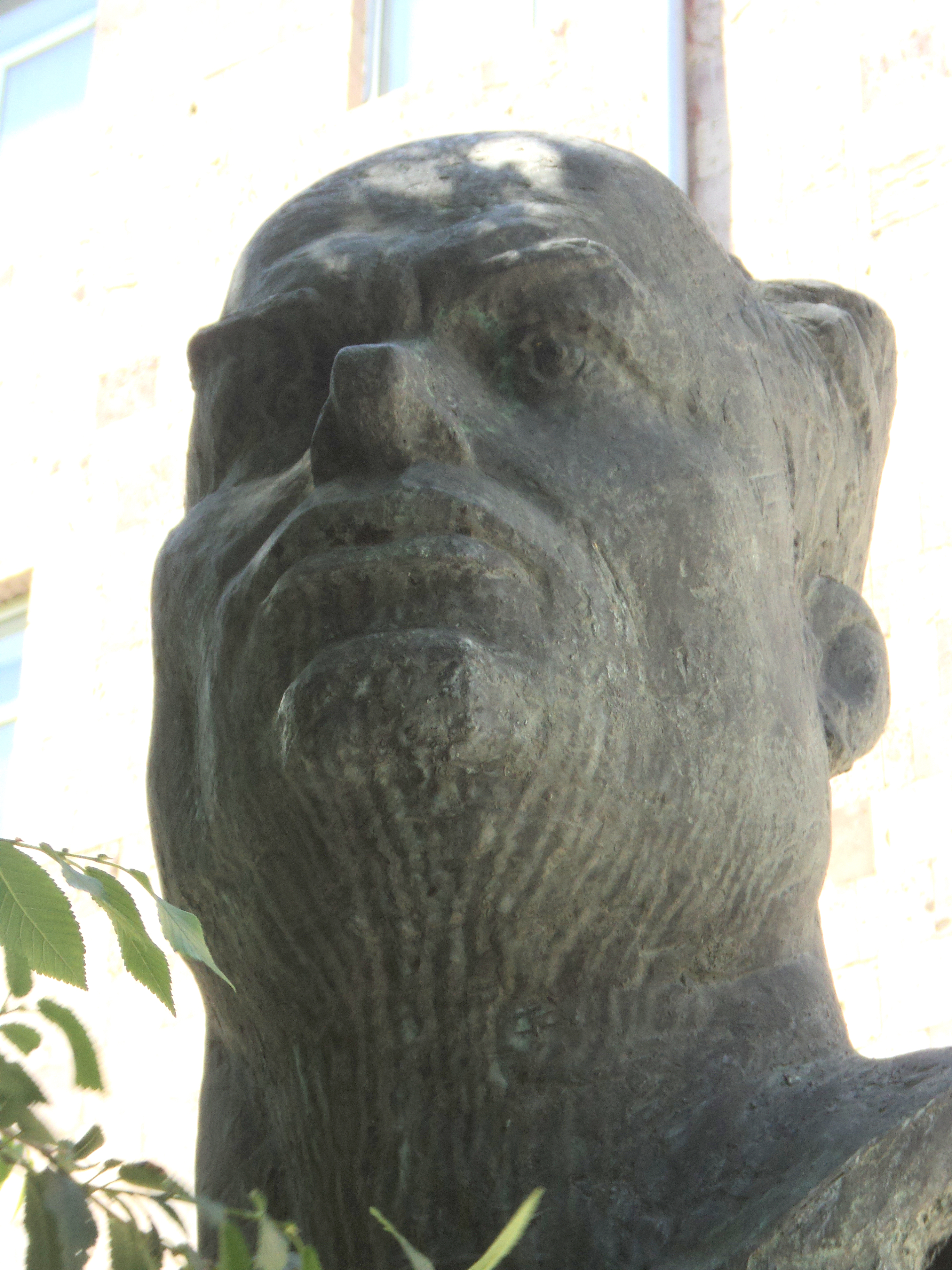
Наїрі Зарян (бюст). Скульптор Н. Нікогосян.

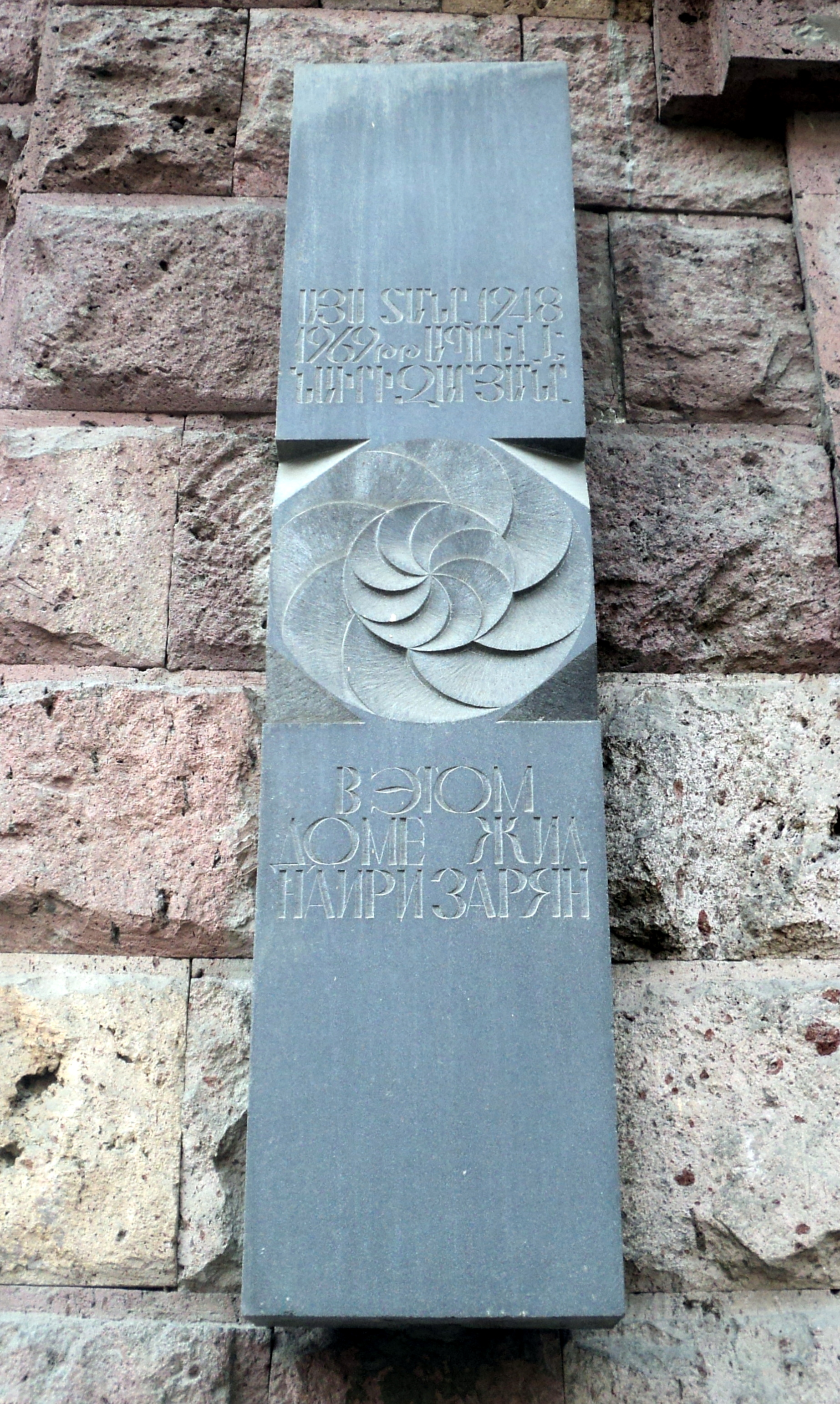
Пам'ятна дошка

Наїрі Заря́н (Նաիրի Զարյան, справжні ім'я та прізвище  — Айастан Єгіазарян; 31 грудня 1900 (13 січня 1901), село Хараконіс Ванського вілайєта Османської імперії, нині Туреччина — 12 липня 1969, Єреван) — вірменський прозаїк та поет.
1915 року, втративши батьків внаслідок геноциду, разом з тисячами біженців дістався до Східної Вірмении (яка тоді входила до складу Російської імперії) і був розміщеній у притулку для дітей-сиріт.
1928 року закінчив Єреванський державний університет. Його твори були вперше опубліковані 1921 року. Автор Автор збірок поезій «У синій країні Канала» (1926), «Чекаю тебе» (1968), романів «Ацаван» (1937—1947) та «Пан Петрос і його міністри» (1958), трагедій «Ара Прекрасний» (1946), «Артавазд і Клеопатра» (1968), комедій «Біля джерела» (1948) та «Дослідне поле» (1950). Твори переважно історичної і гостросоціальної тематики, у центрі подій — вірменський народ.
Опрацювавши вірменські національні сказання про Давида Сасунського, створив прозаїчну поему «Давид Сасунський» (1968). Перекладав твори А. Пушкіна, В. Маяковського (останній значно вплинув на його ранню творчість), Е. Багрицького, Янки Купали (був знайомий з білоруським класиком, залишив спогади про нього), С. Вургуна, деякі твори Т. Шевченка («Заповіт», 1936), П. Тичини, М. Рильського. Присвятив Україні й українським поетам низку віршів і статей, зокрема Т. Шевченкові («Український Прометей», 1964). Деякі твори Н. Заряна переклали українською мовою  П. Тичина, В. Кочевський, О. Новицький, М. Артеменко, В. Маміконян.

## Нагороди
- орден Леніна
- орден «Знак Пошани» (31.01.1939)
- орден Трудового Червоного Прапора (04.02.1961)
- орден Вітчизняної війни 2 ступеня
- Державна премія Вірменської РСР (1972, посмертно)[5].
- медалі